# Longueil-Annel
Longueil-Annel là một xã thuộc tỉnh Oise trong vùng Hauts-de-France tây bắc nước Pháp. Xã này nằm ở khu vực có độ cao từ 33-145 mét trên mực nước biển.